# 厢兵
厢兵是宋朝一种承担各种杂役的军队。
北宋初期，政府抽调各地藩镇的精兵到中央，老弱残兵则留在本地，加上新征的专供劳役的军队，组成厢兵。还有部分厢兵来源于流犯，官兵武技不合格或者犯法的也可充当厢兵。招募时厢兵一般不考虑体质。厢兵从事诸如修建、运输、邮传等的各种劳役，工作极其沉重，俸禄却很微薄，因此死亡和逃亡现象非常严重。名义上，厢兵分马兵和步兵，隶属侍卫马军司和步军司。宋仁宗时，设置“教阅厢军”，实际上尽管给很少的军俸但作正式兵。于是厢兵便有了“教阅”和“不教阅”的区分。宋神宗时，教阅厢兵升为下等禁兵，于是部分厢兵被正式改编为役兵。南宋时，厢兵制度无甚改变。